# Hans Jakob von Enschringen

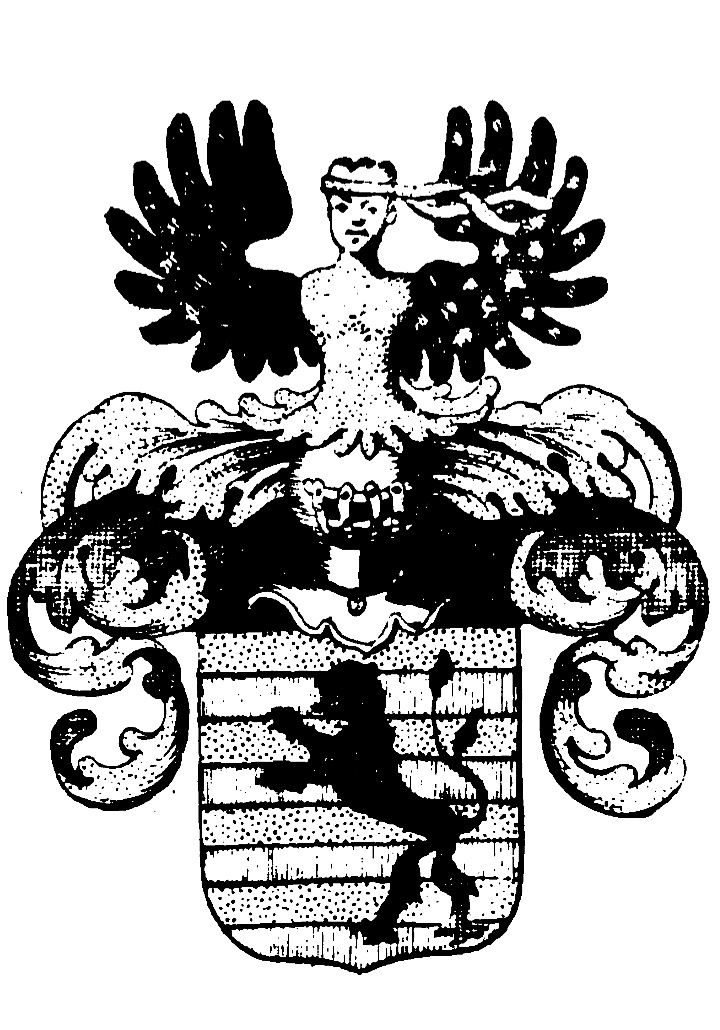
Familienwappen derer von Enschringen

Hans Jakob von Enschringen (* im 16. Jahrhundert; † 1580) war Landkomtur der Deutschordensballei Lothringen.

## Leben
Hans Jakob von Enschringen war der Sohn des Ludolf von Enschringen und dessen Ehefrau Sabina de Barbançon. Das Geschlecht von Enschringen führte als Wappen im goldenen, mit vier roten Querbalken belegten Schild, einen schwarzen Löwen mit doppeltem Schweif; auf dem Helm mit schwarz-goldenen Decken eine goldene Jungfrau wachsend, mit schwarzen, mit goldenen Lindenblättern bestreuten Flügeln statt der Arme (Jungfrauenadler, Harpyie) und mit einem um die Stirn gewundenen goldenen Band mit abflatternden Enden.
Am 24. Juni 1544 fand er Aufnahme in den Deutschen Orden und übernahm das Amt des Baumeisters in der Landkommende Trier. Noch im selben Jahr wurde er zum Komtur der Kommende Saarburg ernannt. Dort blieb er bis zu seinem Wechsel zur Kommende Einsiedel am 8. April 1557. Noch vor dem Jahr 1572 verzichtete er dort zugunsten seines Neffen Hans Dietrich von Enschringen und ging zur Kommende St. Elisabeth in Saarbrücken.
Am 18. Februar 1566 schlossen der Hochmeister Georg Hund von Wenkheim sowie die Landkomture Johann von Rehen (Ballei Hessen), Heinrich von Reuschenberg (Deutschordensballei Biesen), Neveling von der Recke (Deutschordensballei Westfalen), die Komture Bernhard van Beveren (Kommende Ootmarsum) und Hans Jakob von Enschringen (auch im Namen des Landkomturs Johann von der Fels) gemeinsam mit den Ratsgebietigern (hochmeisterliche Räte) eine Vereinbarung wegen der Übernahme des beim letzten Mal geübten Wahlmodus bei der Wahl des neuen Hochmeisters.
Am 23. März 1576 folgte die Ernennung zum Landkomtur durch den Hochmeister Heinrich von Bobenhausen.